# 김진호 (축구 선수)
김진호(한국 한자: 金進晧, 2000년 1월 21일 ~ )는 대한민국의 축구 선수로, 포지션은 라이트백이다. 현재 K리그1 광주 FC 소속이다.